# Stuckenia suecica
Stuckenia suecica är en nateväxtart som först beskrevs av Karl Carl Richter, och fick sitt nu gällande namn av John T. Kartesz. Stuckenia suecica ingår i släktet snärpnatar, och familjen nateväxter. Inga underarter finns listade.